# Johann Georg Killinger
Johann Georg Friedrich Killinger (* 5. Dezember 1732 in Kulmbach; † 27. März 1785 in Wunsiedel) war ein deutscher Verwaltungsjurist, Stadtrichter und Landvogt im Fürstentum Bayreuth.

## Herkunft und Familie
Johann Georg Killinger entstammte einer Familie, die ihren Namen nach ihrem Herkunftsort Killingen, Ortsteil von Ellwangen, ableitet. Die Herren von Killingen bewohnten im 14./15. Jahrhundert die Burg Killingen und waren verwandt mit den Herren von Herren von Röhlingen.

Wappen derer von Killingen nach dem Neuen Siebmacher (1911)

Er war der Sohn des Kammerrats Albrecht Eberhard Killinger (1688–1764) und dessen dritter Ehefrau Christiane Wilhelmine Fabricius (* 1702–23. Dezember 1732, Tochter des Pfarrers Friedrich Christoph Fabricius).
Am 5. Dezember 1765 schloss er in Hirschberg (Saale) mit Johanna Sophie (von) Spangenberg (1749–1791) die Ehe, aus der eine Tochter und vier Söhne, darunter Eberhard (1770–1826, Bergingenieur) und German Friedrich (1775–1863, Leiter des Aufschlagamtes Erlangen), hervorgegangen sind.

## Ausbildung und Beruf
Johann Georg erhielt in Bayreuth Privatunterricht und machte am Gymnasium Bayreuth das Abitur. 1752 immatrikulierte er sich an der Friedrich-Alexander-Universität Erlangen-Nürnberg und der Friedrich-Schiller-Universität Jena im Fach Rechtswissenschaften. Bei der fürstlichen Regierung in Bayreuth fand er 1756 als Praktikant Beschäftigung und wurde im Jahr darauf Prokurator beim Hof- und Ritter-Lehengericht in Bayreuth. 1759 zum Regierungsadvokat  beim Stadtrichteramt in Wunsiedel ernannt, übernahm er 1761 die Funktion des Stadtrichters und Landvogts der Stadt Wunsiedel und deren Ämter Hohenberg, Selb, Arzberg, Thiersheim,  Weißenstadt  und Kirchenlamitz. Damit war er der höchste Vertreter des Landesherrn in diesem Territorium. Beim Regierungsantritt des Markgrafen Friedrich Christian im Jahre 1763 wurde Killinger im Amt bestätigt und mit dem Prädikat Justizrat versehen.